# 고강
고강수(본명 : 고강수, 1984년 3월 13일 ~ )은 대한민국의 배우이자 모델이다.

## 학력
- 대구대학교 법학과

## 출연작

### 드라마
- 《7급 공무원》 (2013년, MBC)
- 《아카데미 살인사건》 (2008년, OCN)
- 《리틀맘 스캔들 시즌 2》 (2008년, 채널CGV) - 사완 역

### 영화
- 《대립군》 (2017년) - 여진족 / 승병 역
- 《미안해 사랑해 고마워》 (2015년) - 두건남 역

### 방송
- 《섹션TV 연예통신》 (MBC)
- 《연예스테이션》 (ETN)

### 광고
- 참이슬
- LG텔레콤
- 파파로티 커피